# Baltimore Colts 1962
La stagione 1962 dei Baltimore Colts è stata la decima della franchigia nella National Football League. L'annata si chiuse con un record di 7 vittorie e 7 sconfitte al quarto posto della Western Conference, sei gare dietro ai Green Bay Packers.

## Roster
| Roster dei Baltimore Colts nel 1962 |
| --- |
| Quarterback - 19 Johnny Unitas Running Back - 45 Jerry Hill - 41 Tom Matte - 24 Lenny Moore Wide Receiver - 82 Raymond Berry - 25 Alex Hawkins - 28 Jimmy Orr Tight End Offensive Linemen - 77 Jim Parker T - 71 Dan Sullivan G - 52 Dick Szymanski C Defensive Linemen - 81 Ordell Braase DE - 89 Gino Marchetti DE - 74 Billy Ray Smith Sr. DT Linebacker - 55 Jackie Burkett - 50 Bill Saul - 66 Don Shinnick Defensive Back - 40 Bobby Boyd CB - 43 Lenny Lyles CB - 80 Andy Nelson S - 46 Jim Welch S Special Team |
| Legenda - I rookie sono in corsivo. - Il primo ruolo è il principale mentre gli eventuali successivi indicano i ruoli secondari. - (IR) sta per Injured Reserve ed indica la lista ristretta per un solo giocatore infortunato che può tornare ad allenarsi dopo la settimana 6 e a rientrare in prima squadra dopo che questa ha giocato 8 partite. - (NF-Inj.) / (NF-Ill.) stanno rispettivamente per Non-Football Injured e Non-Football Illness ed indicano le liste dove viene inserito un giocatore che ha un infortunio o una malattia non dipendente dal football americano. - (PUP) sta per Physically Unable to Perform ed indica la lista dove viene inserito un giocatore mentre è in attesa di recuperare la condizione fisica. Nella stagione regolare dopo la sesta partita giocata dalla propria squadra, il giocatore ha tempo tre settimane per riprendere ad allenarsi, più tre settimane aggiuntive dal suo rientro agli allenamenti per rientrare in prima squadra. |

## Calendario
| Stagione regolare |              |                        |           |        |                               |          |
| Turno             | Data         | Avversario             | Risultato | Record | Stadio                        | Pubblico |
| 1                 | 16 settembre | Los Angeles Rams       | W 30–27   | 1–0    | Memorial Stadium              | 54,796   |
| 2                 | 23 settembre | at Minnesota Vikings   | V 34–7    | 2–0    | Metropolitan Stadium          | 30,787   |
| 3                 | 30 settembre | Detroit Lions          | S 20–29   | 2–1    | Memorial Stadium              | 57,966   |
| 4                 | 7 ottobre    | San Francisco 49ers    | S 13–21   | 2–2    | Memorial Stadium              | 54,158   |
| 5                 | 14 ottobre   | at Cleveland Browns    | V 36–14   | 3–2    | Cleveland Municipal Stadium   | 80,132   |
| 6                 | 21 ottobre   | at Chicago Bears       | S 15–35   | 3–3    | Wrigley Field                 | 49,066   |
| 7                 | 28 ottobre   | Green Bay Packers      | S 6–17    | 3–4    | Memorial Stadium              | 57,966   |
| 8                 | 4 novembre   | at San Francisco 49ers | V 22–3    | 4–4    | Kezar Stadium                 | 44,875   |
| 9                 | 11 novembre  | at Los Angeles Rams    | V 14–2    | 5–4    | Los Angeles Memorial Coliseum | 39,502   |
| 10                | 18 novembre  | at Green Bay Packers   | S 13–17   | 5–5    | Lambeau Field                 | 38,669   |
| 11                | 25 novembre  | Chicago Bears          | S 0–57    | 5–6    | Memorial Stadium              | 56,164   |
| 12                | 2 dicembre   | at Detroit Lions       | S 14–21   | 5–7    | Tiger Stadium                 | 53,012   |
| 13                | 8 dicembre   | Washington Redskins    | V 34–21   | 6–7    | Memorial Stadium              | 56,964   |
| 14                | 16 dicembre  | Minnesota Vikings      | V 42–17   | 7–7    | Memorial Stadium              | 53,645   |

## Classifiche
| NFL Western Conference |    |    |   |      |        |     |     |     |
|                        | V  | S  | P | %    | CONF   | PF  | PS  | STR |
| Green Bay Packers      | 13 | 1  | 0 | .929 | 11–1   | 415 | 148 | V3  |
| Detroit Lions          | 11 | 3  | 0 | .786 | 10–2   | 315 | 177 | S1  |
| Chicago Bears          | 9  | 5  | 0 | .643 | 8–4    | 321 | 287 | V2  |
| Baltimore Colts        | 7  | 7  | 0 | .500 | 5–7    | 293 | 288 | V2  |
| San Francisco 49ers    | 6  | 8  | 0 | .429 | 5–7    | 282 | 331 | S2  |
| Minnesota Vikings      | 2  | 11 | 1 | .154 | 1–10–1 | 254 | 410 | S3  |
| Los Angeles Rams       | 1  | 12 | 1 | .077 | 1–10–1 | 220 | 334 | S3  |

Nota: I pareggi non venivano conteggiati ai fini della classifica fino al 1972.